# Spanager
Spanager er en tidligere hovedgård i Ejby Sogn, Københavns Amt. Indtil 1808 lå den i Roskilde Amt. I dag er det et behandlingshjem under Københavns Kommune, og der hører 30 tønder land til ejendommen.

## Historie
Spanager var oprindelig en landsby, hvori der fordum lå en sædegård. År 1384 levede fru Edele Andersdatter af Spongagræ; 1414 afstod Sorø Kloster Spanager til Roskilde Domkirke; 1417-19 ejedes den af Erik Jakobsen (Due) og gik så i arv til Oluf Grubbe, hvis datter fru Kirsten, hr. Jep Jensen Sparres hustru, skal have skænket Spanager og Sandby til Roskilde Domkapitel, som vistnok har nedbrudt hovedgården. I den svenske krig 1658 blev også byen ødelagt, hvorpå der oprettedes af jorderne en herregård, der gaves til kongens køkkenskriver. Derefter ejedes den af gehejmeråd Caspar Schøller (død 1719), hvis enke, Johanne Thune, solgte den 1720 (hovedgårdstakst 72 tønder hartkorn) for 26.600 rigsdaler til Christian Carl Gabel (død 1748), der samme år købte Giesegård og 1736 solgte godserne til Anna Sophie Rantzau, enke efter grev Hans Schack til Schackenborg.
Ifølge hendes testamente af 20. september 1760 skulle hendes godser — samlede i et stamhus — tilfalde Frederik Christian Schack, en sønnesøn af hendes ægtefælle i dennes første ægteskab. Stamhuset Giesegaard med de grevelige Schackske fideikommisgodser Gram og Nybøl oprettedes derefter 1776 (kgl. konfirmation 18. juni 1777). Ved Frederik Christian Schacks død 1790 overtog sønnen Knud Bille greve Schack stamhuset; han døde ugift 1821, hvorefter dette tilfaldt hans søstersøn Henrik Adolph Brockenhuus (1822 optaget i grevestanden som greve Brockenhuus-Schack), der døde 1847, hvorefter besiddelsen tiltrådtes af hans søn Knud Bille greve Brockenhuus-Schack.
Efter den gamle hovedgårds brand 1870 lod Knud Bille greve Brockenhuus-Schack en ny opføre 1871 i to stokværk ved arkitekt Vilhelm Tvede. Bygningen, der har en uregelmæssig form og et hjørnetårn med pyramidetag mod sydvest, er opført i simpel rød blankmur, men har vinduesomramninger i cement, som imiterer italiensk renæssancestil. Taget er dækket med skifer. Efter hans død 1892 beholdt enken Sophie grevinde Brockenhuus-Schack, født von Lowzow, Spanager som sommerbolig til sin død 1917. 
1923 blev jorden udstykket til statshusmandsbrug. Her udstykkedes 44 jordrentebrug på tilsammen 287 hektar samt 9 tillægsparceller. Hovedbygningen (med ca. 33 hektar) solgtes til Københavns Kommune, der samme år oprettede Spanager Børnehjem, oprindeligt for 60 svagt begavede, fattige og syge børn, og som siden har anvendt området til forskellige formål inden for socialforsorgen. Hovedbygningen er siden blevet forlænget med en fløj til brug for børnehjemmet og flere andre bygninger.

### Historiske data
I 1898 havde Spanager 75 tønder hartkorn og ½ tønder skov, omtrent 16 tønder hartkorn fæstegods og 279 tønder hartkorn arvefæstegods, beliggende i Ejby, Dalby, Højelse og Bjæverskov Sogne, 613 tønder land, hvoraf 40 eng, 61 skov, resten ager.